# 迴光報告
《迴光報告》（英語：The Final Cut）是2004年科幻驚悚片，由奧瑪·拿伊（Omar Naim）擔任編劇和導演。它由羅賓·威廉斯、吉姆·卡維佐、米拉·索維諾、美美·庫茲克、斯蒂芬尼·罗曼诺夫、吉娜薇·布赫納和布萊登·佛雷切飾演。影片設定是透過記憶植入物使記錄完整生命成為可能。威廉斯飾演的專家專門將人們不光彩的記憶編輯成不帶批判性的紀念物，以便在其葬禮上播放。
這齣電影在多維爾美國電影節獲得最佳劇本獎，並在錫切斯電影節和柏林國際電影節獲得最佳電影提名。

## 演員
- 羅賓·威廉斯飾演Alan Hakman
- 米拉·索维诺飾演Delila
- 吉姆·卡維佐飾演Fletcher

## 外部連結
- 開眼電影網上《迴光報告》的資料（繁體中文）
- 互联网电影数据库（IMDb）上《The Final Cut》的资料（英文）
- AllMovie上《The Final Cut》的资料（英文）
- 爛番茄上《The Final Cut》的資料（英文）
- Metacritic上《The Final Cut》的資料（英文）
- Box Office Mojo上《The Final Cut》的資料（英文）

1. ↑  . Los Angeles Times. 2004-10-01  [2014-03-19]. （原始内容存档于2014-08-26）.（英文）
2. ↑  . The Numbers.   [2014-03-19]. （原始内容存档于2013-12-16）.（英文）